# 寧江区
寧江区（ねいこう-く）は中華人民共和国吉林省松原市に位置する市轄区。

## 行政区画
17街道、4鎮、3郷を管轄：
- 街道弁事処：団結街道、文化街道、民主街道、臨江街道、新区街道、前進街道、和平街道、工農街道、沿江街道、鉄西街道、繁栄街道、建設街道、石化街道、伯都訥街道、長寧街道、浜江街道、鏡湖街道
- 鎮：大窪鎮、善友鎮、毛都站鎮、哈達山鎮
- 郷：新城郷、伯都郷、興原郷

## 交通

### 鉄道

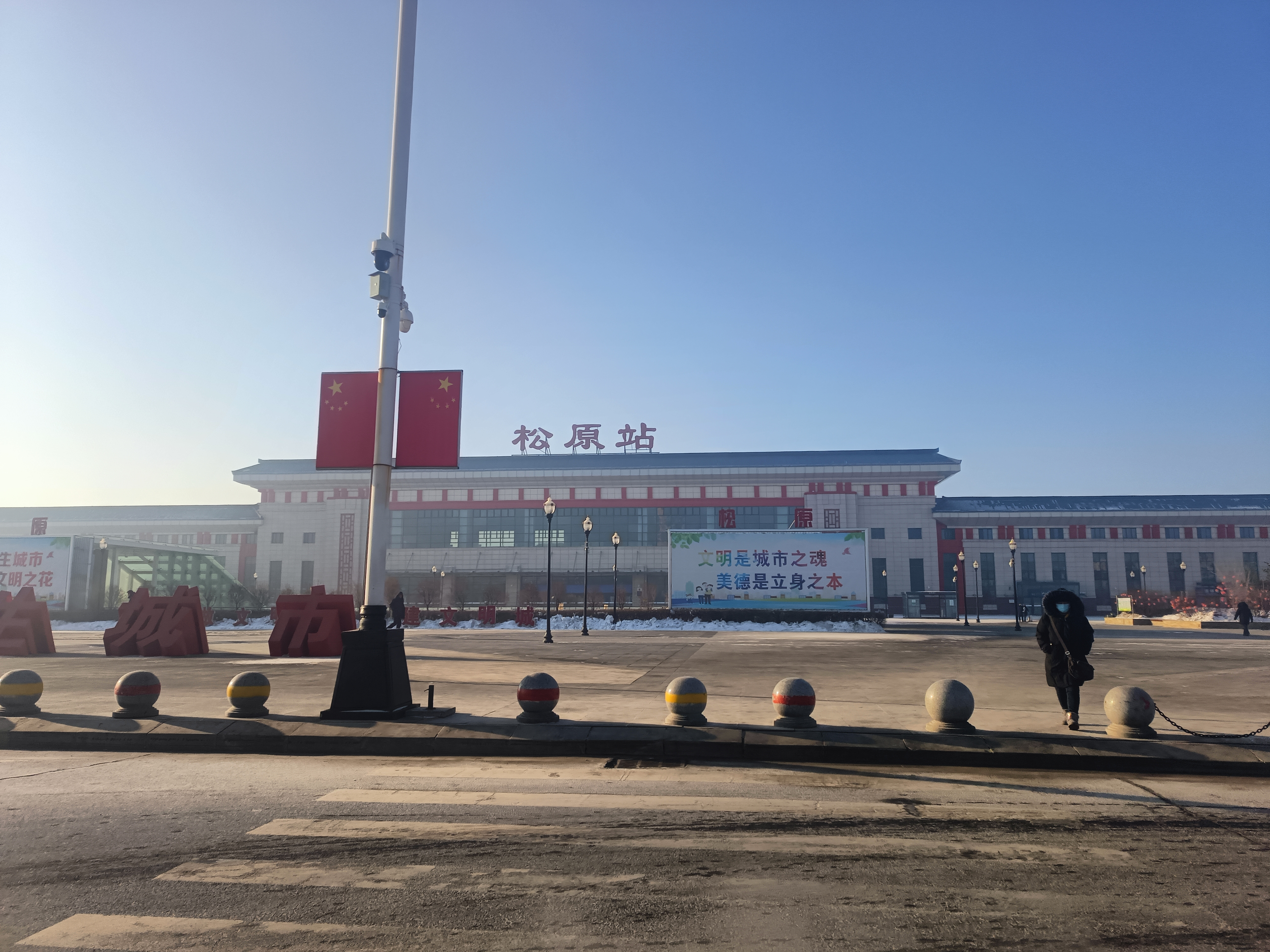
松原駅

- 中国国家鉄路集団
  - 松原駅 - 長白線（中国語版）、松陶線（中国語版）の接続駅

### 道路
- 高速道路
  -  琿烏高速道路
  -  大広高速道路
  -  鉄科高速道路（中国語版）
- 国道
  -  G203国道（中国語版）
  -  G302国道
  -  G503国道（中国語版）